# Estació de les Aigües
Les Aigües és una estació de les línies T1 i T2 de la xarxa del Trambaix situada sobre la carretera de Sant Joan Despí a Cornellà de Llobregat, al costat de les instal·lacions d'AGBAR de Cornellà on hi ha el Museu de les Aigües, i es va inaugurar el 3 d'abril de 2004 amb l'obertura del Trambaix.
| Trambaix               |                 |                      |                   |                        |
| Procedència/Destinació | <               | Línia                | >                 | Procedència/Destinació |
| Francesc Macià         | Cornellà Centre |                      | Fontsanta - Fatjó | Bon Viatge             |
| Francesc Macià         | Cornellà Centre | Llevant - les Planes | Fontsanta - Fatjó |                        |